# FK Palanga
O FK Palanga foi um clube de futebol da Lituânia, com sede em Palanga. Disputou a A Lyga em 2018, ficando em 1º lugar (Pirma lyga) na temporada de estreia. Fundado em 2010, era um dos clubes lituanos mais jovens. Exerceu seu mando de campo no estádio Palangos Centrinis Stadionas, com capacidade para 1500 expectadores.

## História
O FK Palanga foi fundado em 2010. Estreou em 2018 no Campeonato Lituano de Futebol.
Em 5 de dezembro de 2019, a Federação Lituana de Futebol anunciou que dois clubes do Campeonato Lituano, Futbolo Klubas Atlantas e FK Palanga, foram excluídos do Campeonato Lituano devido à manipulação dos resultados do jogo, multados em 42.000 euros e rebaixados à II Lyga. Dez jogadores e um membro da comissão técnica foram punidos com multas e proibição de qualquer atividade futebolística de 6 a 12 meses.

## Participação noCampeonato Lituano
| Temporada | Nível | Campeonato | Lugar | Ref   |
| --------- | ----- | ---------- | ----- | ----- |
| 2011      | 3.    | Antra lyga | 1.    | [ 2 ] |
| 2012      | 2.    | Pirma lyga | 8.    |       |
| 2013      | 2.    | Pirma lyga | 12.   |       |
| 2014      | 2.    | Pirma lyga | 12.   |       |
| 2015      | 2.    | Pirma lyga | 5.    |       |
| 2016      | 2.    | Pirma lyga | 2.    |       |
| 2017      | 2.    | Pirma lyga | 1.    |       |
| 2018      | 1.    | A lyga     | 7.    |       |
| 2019      | 1.    | A lyga     | 7.    |       |

## Uniformes
| 2011-2014 Uniforme titular | 2011-2014 Uniforme alternativo | 2015 Uniforme titular | 2015 Uniforme alternativo | 2015 Uniforme alternativo | 2016 Uniforme titular | 2016 Uniforme alternativo | 2018 Uniforme titular | 2018 Uniforme alternativo |

## Elenco
Atualizado em 16 de setembro de 2019.